# Férfi 1500 méteres síkfutás az 1896. évi nyári olimpiai játékokon
A férfi 1500 m síkfutás volt az első újkori olimpia leghosszabb pályakörversenyes atlétikai száma. Ez a versenyszám volt április 7-én az utolsó esemény. Ezen a versenyen nem voltak selejtezők, egy futamot rendeztek.

## Rekordok
A Nemzetközi Atlétikai Szövetség 1912 óta tartja nyilván a hivatalos világrekordot, és mivel ez volt az első olimpia, ezért olimpiai rekord sem létezett ez előtt. Ezáltal az ezen a versenyen nyerő versenyző eredménye számít ebben a versenyszámban az első hivatalos olimpiai rekordnak.
| Dátum      | Esemény | Versenyző         | Eredmény | OR |
| ---------- | ------- | ----------------- | -------- | -- |
| április 6. | Döntő   | Edwin Flack (AUS) | 4:33,2   | OR |

## Eredmények
A francia Albin Lermusiaux szinte végig vezetett a versenyben, azonban a célhoz nagyon közel ketten is megelőzték, így neki a bronzérem jutott. A versenyt nagyon szoros csatában az ausztrál Edwin Flack nyerte az egyesült államokbeli Arthur Blake előtt, akit mindössze 0,4 másodperccel előzött meg. Ezzel a győzelmével Flack lett az első ausztrál olimpiai bajnok. A négy görög induló ért be a célba utolsóként, azonban Konstantinos Karakatsanis és Dimitrios Tomprof sorrendje a 7. és 8. helyen ismeretlen.
| Helyezés | Versenyző                       | Eredmény   |
| -------- | ------------------------------- | ---------- |
| Arany    | Edwin Flack (AUS)               | 4:33,2     |
| Ezüst    | Arthur Blake (USA)              | 4:33,6     |
| Bronz    | Albin Lermusiaux (FRA)          | 4:36,0     |
| 4.       | Karl Galle (GER)                | 4:39,0     |
| 5.       | Angelos Fetsis (GRE)            | nincs adat |
| 6.       | Dimítriosz Golémisz (GRE)       | nincs adat |
| 7-8.     | Konstantinos Karakatsanis (GRE) | nincs adat |
| 7-8.     | Dimitrios Tomprof (GRE)         | nincs adat |